# Brudzewice (województwo łódzkie)
Brudzewice – wieś w Polsce, położona w województwie łódzkim, w powiecie opoczyńskim, w gminie Poświętne.
| SIMC    | Nazwa   | Rodzaj    |
| ------- | ------- | --------- |
| 0548229 | Grabiny | część wsi |
| 0548235 | Iły     | część wsi |
| 0548241 | Jaźwiny | część wsi |
| 0548258 | Zanart  | część wsi |

W latach 1954–1959 wieś należała i była siedzibą władz gromady Brudzewice, po jej zniesieniu w gromadzie Studzianna. W latach 1975–1998 miejscowość administracyjnie należała do województwa piotrkowskiego, w latach 1945–1975 natomiast wieś należała do województwa kieleckiego.
Wierni kościoła rzymskokatolickiego należą do parafii św. Filipa Neri i św. Jana Chrzciciela w Studziannie.